# ティエリー・ダルザス
ティエリー・ダルザス （Thierry d'Alsace, 1099年/1101年 - 1168年1月17日）は、フランドル伯（在位：1128年 - 1168年）。ロレーヌ公ティエリー2世と妃ジェルトリュード・ド・フランドル（フランドル伯ロベール1世の娘）の子。アルザスに所領を与えられたことからティエリーの家系はアルザス家と呼ばれる。

## 生涯
1127年に従兄であるシャルル1世が暗殺されると、ティエリーは自身がロベール1世の孫であることからフランドル伯位継承を請求した。
しかし、フランス王ルイ6世の支援を受けたギヨーム・クリトンが伯位を継承した。ギヨームの政治とフランドルの独立性に向けた姿勢は非常に不人気で、その年の終わりまでにブルッヘ、ヘント、リールおよびサントメールは競合するフランドル伯としてティエリーを認めていた。フランドルの神聖ローマ帝国内派閥に属したティエリー支持者たちと、彼はフランドル到着後すぐにギヨームとの戦いに専念した。ルイ6世の要請で、ランス大司教はティエリーを破門した。
ルイ自身が当時リールを包囲中であったが、イングランド王ヘンリー1世（ギヨーム・クリトンの叔父であるが、ギヨームが力を持つことを望まなかった）がティエリー支持にまわったため退却を余儀なくされた。しかしティエリーはティールトとオーストカンプで敗退し、ブルッヘへ逃れた。ティエリーはブルッヘから逃亡せざるを得なくなり、アールストへ向かったが、そこはギヨーム、ルーヴァン伯ゴドフロワ1世、ルイ6世の包囲下にすぐ入ってしまった。1128年7月27日にギヨームが死んだことがわかると町は陥落され、ティエリーは唯一の伯位請求者となった。
ティエリーはヘントに自らの行政府を置き、全フランドル都市のみならずヘンリー1世に認定させた。イングランドにいるフランドルの地方領主もティエリーに忠誠を誓った。ティエリー自身は1132年以降ルイ6世に忠誠を誓った。自身のフランドル伯位継承を主張するエノー伯ボードゥアン4世に対抗して、フランス側から支持を得るためであった。
1132年、最初の妻が娘一人を残して死んだ。1139年、十字軍に参加してティエリーは聖地へ向かい、エルサレム王フルク・ダンジューの娘シビーユと結婚した。エルサレム王の娘との結婚は非常に権威のあるものだった。彼女はギヨーム・クリトンの元妻でもあった。
ティエリーはその生涯で4度の聖地巡礼を行っているが、この時が初めての巡礼であった。この間彼はカエサレア・ピリピへの輝かしい遠征を率い、ギレアド侵攻では義父とともに戦った。当時ルーヴァン伯ゴドフロワ3世が治めていた下ロタリンギア公国で反乱が起き、それを鎮圧するためティエリーは直ちにフランドルへ帰国した。
2度目にティエリーが聖地へ向かったのは1147年、第2回十字軍としてであった。彼はアナトリアでメンデレス川渡河を率い、1148年のアタリヤの戦いに参加した。十字軍国家に到着後、ダマスカス攻撃を行う不運な決定がなされたアッコン評議会に参加した。
彼はダマスカス包囲戦に参加した。戦いを指揮するのは妻シビーユの異母弟であるエルサレム王ボードゥアン3世で、フランス王ルイ7世と、ダマスカス奪取を主張するドイツ王コンラート3世の援軍も加わっていた。現地生まれの十字軍貴族たちは同じく現地の十字軍貴族であるベイルート卿ギー1世・ド・ブリズバールを優先させた。しかしいずれにしてもダマスカス包囲は失敗で、当事者は全て帰国した。
ティエリーが不在の間、エノー伯ボードゥアン4世がフランドルへ侵攻し、アルトワを荒らしまわった。フランドルを夫に代わって治めていたシビーユは強く反応し、応酬としてエノーを荒らした。これにランス大司教が仲介して条約が結ばれた。ティエリーが帰国した1150年、彼はナミュール伯アンリ1世（ルクセンブルク伯ハインリヒ4世）とリエージュ司教公アンリの協力を得て、ブーシャンでボードゥアン4世に復讐した。その後の和平交渉によって、ティエリーは娘マルグリットとボードゥアン4世の子ボードゥアン（後のボードゥアン5世）と結婚させた。
1156年、ティエリーは次男フィリップとヴェルマンドワ伯ラウル1世の娘エリザベートを結婚させた。エリザベートはラウル1世の女子相続人であった。同じ年、ティエリーは妻シビーユとともに再び聖地へ向かった。彼はボードゥアン3世王によるシャリザール包囲に参加したが、ティエリーとルノー・ド・シャティヨンとの間に誰が要塞を落として所有するかでいさかいが起き、要塞はムスリム側にとどまった。1159年、ティエリーは一人でフランドルへ帰国する。妻シビーユは修道女となってベタニヤの聖ラザロ修道院へ入った。両親が不在の間フィリップがフランドルを治めており、彼は父親の帰国後も共同統治者となっていた。
1164年、ティエリーは再び聖地へ向かった。彼は義弟のエルサレム王アモーリー1世に同行してアンティオキアとトリポリへ向かった。1166年にティエリーは帰国し、自らの紋章にナツメヤシを採用し、裏面には月桂冠を描いた。
1168年1月、ティエリーは死去し、グラヴリーヌとサントメールの中間にあるウトン修道院に埋葬された。彼の治世は平穏だった。後の世紀に続く高度に発達したフランドル伯領の行政は、この時代に始まったのである。経済および農業発展も同時に生じ、新たな商業事業が生まれていた。フランドルの最大の領土拡大は、ティエリーの時代に起きている。

## 子女
最初の妻マルグリット・ド・クレルモン＝ボーヴェーズィーとの間に一女をもうけた。
- ローレット（1175年没） - イヴァイン・ファン・アールスト（nl）と結婚、リンブルフ公ハインリヒ2世と結婚、ヴェルマンドワ伯ラウル1世と結婚、ルクセンブルク伯ハインリヒ4世と結婚（1163年離婚）。

1139年に結婚したシビーユ・ダンジューとの間には以下の子女をもうけた。
- マチュー（1137年頃 - 1173年） - マリー・ド・ブローニュと結婚し、ブローニュ伯（英語版）となった。
- フィリップ（1143年 - 1191年） - フランドル伯
- マルグリット（1145年 - 1194年） - フランドル女伯、ヴェルマンドワ伯ラウル2世と結婚、エノー伯ボードゥアン5世と再婚
- ジェルトリュード（1186年没） - サヴォイア伯ウンベルト3世と結婚（後に解消）
- マティルド（1194年没） - フォントヴロー修道院院長
- ピエール（1176年没） - カンブレー司教（1167年 - 1173年）、1175年にマティルド・ド・ブルゴーニュと結婚